# Breaking News a Yuba County
Breaking News a Yuba County (Breaking News in Yuba County) è un film del 2021 diretto da Tate Taylor.

## Trama
Sue Buttons è una donna di mezza età insoddisfatta della propria vita; il marito Karl non la ama più, la sorella Nancy è disinteressata ai suoi problemi e il lavoro è un fallimento.
Il giorno del suo compleanno, dimenticato da tutti, Sue scopre che Karl ha un'amante con cui la tradisce da anni; pedinato e scoperto durante un rapporto sessuale con quest'ultima, Leah, muore colpito da infarto. L'uomo, operatore di banca, si occupa illegalmente di riciclaggio di denaro per conto di una famiglia orientale, capeggiata da Kim e dalla figlia Mina, e con sé ha diversi milioni di dollari consegnatigli da Ray, braccio destro di Kim.
Per scagionarsi Sue si rivolge ai mezzi di informazione, partecipando al talk-show condotto da Gloria Michaels, stella televisiva. La detective Cam Harris è l'unica a non credere ai racconti della donna, avvicinandosi alla verità. Nel frattempo subentrano anche Petey, fratello di Karl, e la sua datrice di lavoro Rita. I personaggi intrecciano così le loro storie, creando una lunga catena di equivoci e sanguinose uccisioni.

## Produzione
Le riprese del film, svoltesi interamente a Natchez nel Mississippi, sono iniziate il 3 giugno 2019 e sono terminate il 19 luglio dello stesso anno.

## Promozione
Il primo trailer del film è stato diffuso il 14 gennaio 2021.

## Distribuzione
La pellicola è stata distribuita nelle sale cinematografiche statunitensi a partire dal 19 febbraio 2021.
In Italia è stato trasmesso per la prima volta il 9 agosto 2021 su Sky Cinema Uno.